# The Chords (Engelse band)
The Chords was een Britse band. De muziek van de band verbond invloeden van punk en mod van de jaren 1960, vooral van The Jam en The Who. Anders dan de meeste Mod Revival-bands probeerden ze niet tot de punk door te gaan, maar lieten ze zich bijvoorbeeld inspireren door Buzzcocks en The Undertones.

## Oprichting
The Chords, een band uit Zuidoost-Londen, werd in 1978 geformeerd, toen zanger/gitarist Billy Hassett en zijn neef, de bassist Martin Mason adverteerden voor muzikanten in de NME en gitarist/songwriter Chris Pope vonden. Oorspronkelijke drummer Paul Halpin bleef niet lang, althans niet achter zijn drumstel en werd uiteindelijk de tourneemanager van de band. In zijn plaats kwam Brett 'Buddy' Ascott en in maart 1979 stonden The Chords op het podium. Ze traden continu op in de lente en zomer, waren headliner op twee mod-festivals in de Londense Marquee Club en namen begin juli hun eerste BBC Radio 1-sessie op voor deejay John Peel. Ze stonden ook, samen met enkele van hun fans, op de cover van Time Out magazine. Onder hun vroege supporters waren Paul Weller, die een van hun eerste concerten zag, en Jimmy Pursey van Sham 69, die de band contracteerde bij zijn label JP Productions.
Het kwartet nam een handvol demo's op voor Pursey, voordat de relatie verzuurde nadat hij The Undertones had lastiggevallen tijdens een concert dat The Chords had geopend. Polydor contracteerde vervolgens de band voor een platencontract. Voor hun debuutsingle kozen The Chords het nummer Now It's Gone, dat was opgenomen voor Pursey, opnieuw opgenomen en uitgebracht in september 1979. Het steeg naar nummer 63 in de UK Singles Chart.
In januari 1980 werd Maybe Tomorrow uitgebracht, dat gesteund door lovende recensies in de pers, de Britse Top 40 bereikte. Een tweede Peel-sessie werd opgenomen in maart en de volgende maand kwam hun derde single Something's Missing uit. Dit voorproefje van hun debuutalbum So Far Away bereikte nummer 55. Het album bereikte in mei nummer 30 in de UK Albums Chart, ondersteund door een tournee door het Verenigd Koninkrijk. Het album bevatte de twee covers Hold On, I'm Comin' van Sam & Dave en She Said She Said van The Beatles. AllMusic gaf So Far Away 4,5 sterren, de op één na hoogst mogelijke beoordeling.
De single The British Way of Life kwam in juli en bereikte nummer 54, en In My Street, uitgebracht in oktober, bereikte nummer 50. De band bleef toeren tot een show in de Music Machine in Londen in november 1980. Hassett werd ontslagen en de voormalige zanger Kip Herring van The Vibrators voegde zich bij de band. De oude bezetting stond op de cover van hun volgende single One More Minute, die in mei 1981 werd uitgebracht. Deze was een flop, net als Turn Away Again van augustus, en de volgende maand hielden de Chords ermee op.
In 1986 werd het livealbum No One's Listening Anymore uitgebracht, dat in 1980 werd opgenomen. Een decennium later werd de dubbelalbum-compilatie-cd This Is What They Want uitgebracht.
In augustus 2010 gingen The Chords weer op pad met hun oorspronkelijke bezetting, het promoten van de single Another Thing Coming en optredens in het Verenigd Koninkrijk. Ze toerden in 2012 ook door Australië en Japan. De dvd What Became of the People We Used To Be - The History of The Chords was vanaf mei 2012 verkrijgbaar en geeft de opkomst van de band tot een cultstatus weer.

## Discografie

### Singles
- 1979: Now It's Gone
- 1980: Maybe Tomorrow
- 1980: Something's Missing
- 1980: The British Way of Life
- 1980: In My Street
- 1981: One More Minute
- 1981: Turn Away Again

### Albums
- 1980: So Far Away
- 1986: No One's Listening Anymore